# Gado indubrasil
Indubrasil é uma raça zebuína brasileira formada a partir de Gir e Guzerá, principalmente, mas que as demais raças de zebus presentes no Brasil, como a Nelore também participaram.

## Grafia histórica
HINDUBRASIL era a grafia usada na primeira metade do século passado para o gado indubrasil, atualmente não é mais usada.
O prefixo HINDU é usado para definir elementos da religião chamada Hinduísmo e quando se refere a procedência ou origem da Índia deve-se usa o prefixo INDO. Exemplos: Indochina, Indoeuropeu, Oceano Índico.